# Ukrainische Seestreitkräfte
Die ukrainischen Seestreitkräfte (ukrainisch Військово-Морські Сили України, ВМСУ, Wiys’kowo-Mors’ki Syly Ukrayiny) sind die Marine der ukrainischen Streitkräfte. Seit der Annexion der Krim durch Russland 2014 sind die Angaben zu Mannschaftsstärke, Einheiten und Schiffen unklar.

## Geschichte

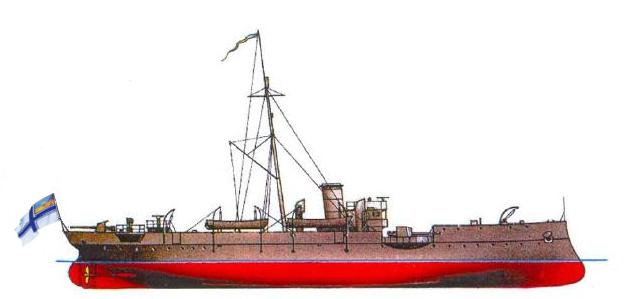
Kanonenboot Donez der Ukrainischen Staatsflotte (1918)

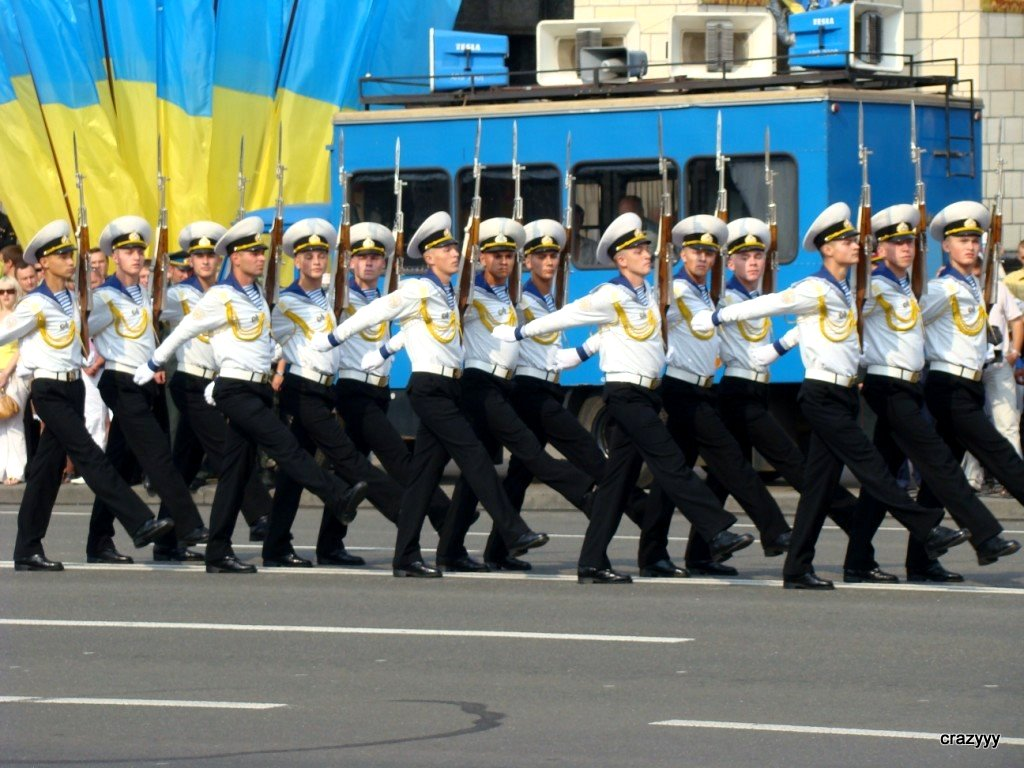
Ukrainische Seeleute, Parade am 24. August 2008, dem Unabhängigkeitstag der Ukraine

Zwischen 1918 und 1921 gab es bereits eine Ukrainische Staatsflotte der Ukrainischen Volksrepublik, die in der sowjetischen Schwarzmeerflotte aufging. Von 1921 bis 1991 waren die Seestreitkräfte Angelegenheit der Sowjetunion und nicht von deren Unionsrepubliken.
Nach dem Zusammenbruch der Sowjetunion 1991 und der daraus resultierenden Unabhängigkeit der Ukraine befand sich die Schwarzmeerflotte der sowjetischen Marine nunmehr auf dem Territorium der Ukraine. Am 2. Januar 1992 verfügte der ukrainische Präsident Leonid Krawtschuk die Unterstellung aller auf dem Territorium der Ukraine stationierten vormals sowjetischen Truppen einschließlich der Schwarzmeerflotte unter ukrainischen Oberbefehl. Ausgenommen waren nur die strategischen Militäreinheiten. Am 2. August 1992 einigte sich Krawtschuk mit dem russischen Präsidenten Boris Jelzin im Konflikt um die Schwarzmeerflotte dahingehend, dass beide Staaten für eine Übergangszeit bis 1995 ein gemeinsames Oberkommando über die rund 380 Schiffe und Boote bilden. Am 17. Juni 1993 unterzeichneten Krawtschuk und Jelzin in Moskau ein weiteres Abkommen über die überwiegend auf der Krim stationierte Schwarzmeerflotte. Danach sollte bis 1995 die rund 300 Schiffe und Boote umfassende Flotte sowie die Gebäude und Hafenanlagen jeweils zur Hälfte aufgeteilt werden. Bis 1995 sollte die Schwarzmeerflotte weiterhin gemeinsam verwaltet und finanziert werden und unter dem gemeinsamen Oberbefehl der Präsidenten Russlands und der Ukraine stehen. Bereits am 3. September 1993 vereinbarten die beiden Präsidenten in Jalta, das bisherige Abkommen zu revidieren. Die Ukraine stimmte dem Verkauf ihres fünfzigprozentigen Anteils an Russland zu. Der auf ukrainischem Staatsgebiet liegende Flottenstützpunkt in Sewastopol wurde von Russland gepachtet. Die Pachtzahlungen wurden mit den ukrainischen Schulden bei Russland verrechnet. Diese Entscheidung Krawtschuks wurde in der Werchowna Rada heftig kritisiert.
Am 15. April 1994 wurde erneut über die Schwarzmeerflotte verhandelt. Der verbliebene ukrainische Anteil von 50 % der rund 300 Schiffe und Boote sollte nun auf rund 15 bis 20 % reduziert werden. 30 bis 35 % der Flotte wurde an Russland verkauft. Der Ukraine blieben über 60 Schiffe und einige noch nicht fertiggestellte Schiffsrümpfe. Der größte Teil davon befand sich in schlechtem Zustand und war nicht seetüchtig. Zudem fanden Verhandlungen zur Nutzung der Marinestützpunkte auf der Krim statt. Russland verlangte das alleinige Nutzungsrecht der Marinebasis in Sewastopol, das als Heimathafen der Schwarzmeerflotte in der Sowjetunion einen besonderen Status hatte, der auch während der Zugehörigkeit der Krim zur Ukraine von 1991 bis 2014 bestehen blieb. Am 9. Juni 1995 vereinbarte Jelzin mit dem seit 1994 amtierenden Präsidenten Leonid Kutschma in Sotschi, dass Sewastopol weiterhin Stützpunkt der russischen Marine bleibt und die militärische Infrastruktur der Krim von Russland genutzt werden darf.
Am 31. Mai 1997 unterzeichneten Jelzin und Kutschma erneut ein Abkommen über den Status der Schwarzmeerflotte. Russland pachtete die Militäranlagen in Sewastopol für die nächsten 20 Jahre und nutzte die Häfen in Sewastopol und der Karantinnaja-Bucht sowie die Einrichtungen in Streletskaja gemeinsam mit der ukrainischen Marine. Der Pachtvertrag wurde am 21. April 2010 durch den russischen Präsidenten Dmitri Medwedew und den ukrainischen Präsidenten Wiktor Janukowytsch unter anderem gegen verbilligte russische Gaslieferungen bis zum Jahr 2042 verlängert.
Der Ukraine gelang es nicht, eine größere Anzahl von Schiffen seetüchtig zu machen oder zu erhalten. Reparaturen beschränkten sich auf das Nötigste oder wurden nur mit dem Ziel durchgeführt, ein Schiff verkaufsfähig herzurichten. Somit war man nur schlecht auf die Annexion der Krim 2014 vorbereitet und konnte Verluste beim Material und Überlaufen von Personal nicht verhindern. In den nächsten Jahren wurde daher ein großes Neubauprogramm und zahlreiche Reformen beschlossen, die aber nur langsam umgesetzt werden konnten.

## Organisation

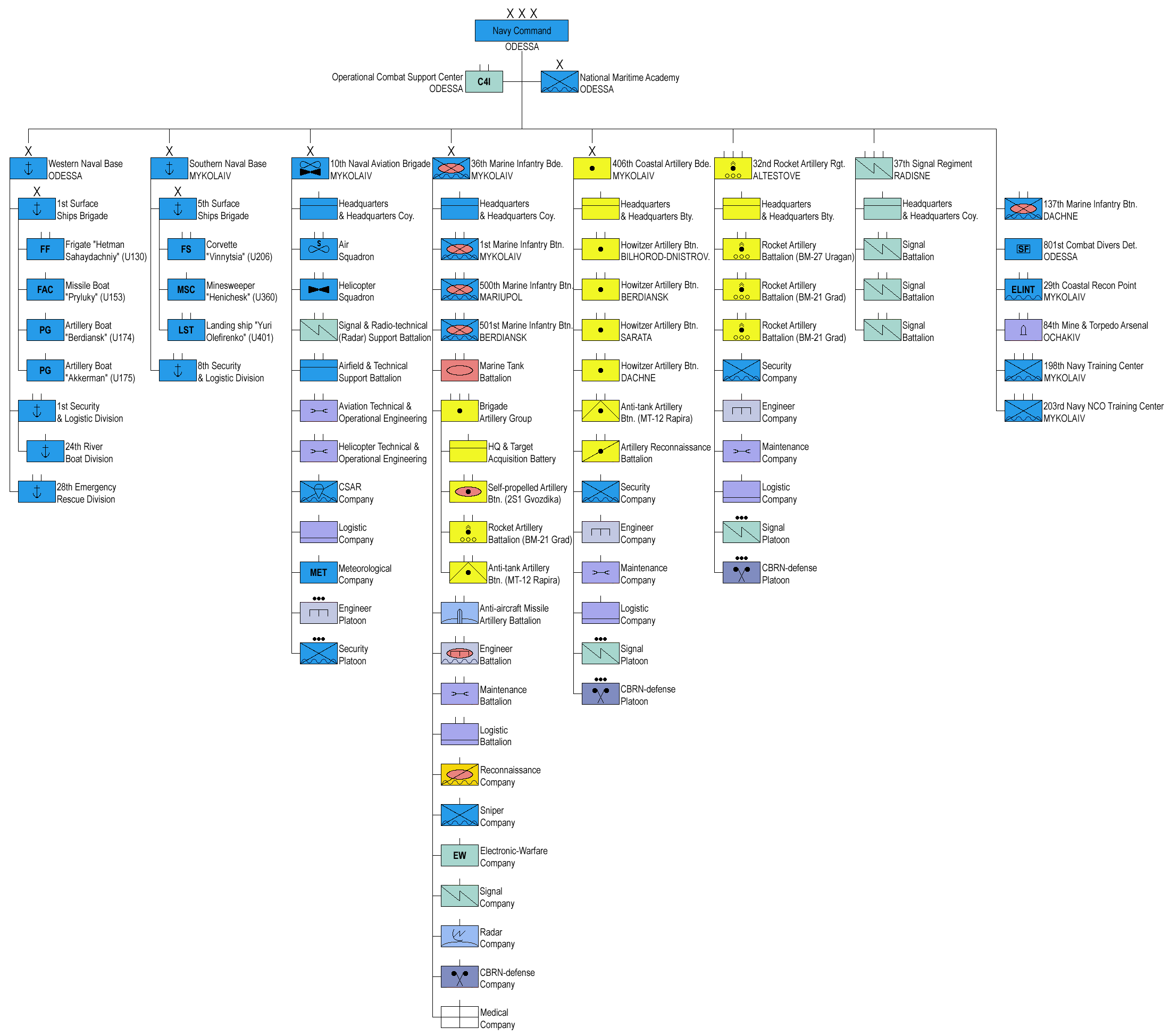
Struktur der ukrainischen Marine im Jahr 2017

Die ukrainische Marine verfügte bis März 2014 über etwa 17.500 Soldaten, die sich in die Truppenteile Überwassereinheit; Unterwassereinheit; Marinestützpunkte, küstengestützte Raketensysteme und die Marineinfanterie mit 3.000 Mann gliedert.
Weiterhin verfügt die Marine über Abteilungen für logistische, technische und medizinische Unterstützung, Marineausbildungszentren und einen wissenschaftlichen Dienst. Die Marine ist mittelbar dem ukrainischen Verteidigungsminister unterstellt.
Die Marine war in die Bereiche West und Süd gegliedert.

### Marineinfanterie

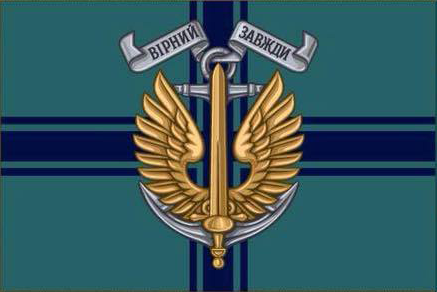
Flagge der ukrainischen Marineinfanterie

Die Marineinfanteristen der ukrainischen Marine sind die amphibische und luftlande-amphibische Komponente der Seestreitkräfte. Ihre Aufgabe ist es, im Zusammenwirken mit den Landstreitkräften wichtige Landstützpunkte zu erobern und zu sichern. Im Zuge des Russisch-Ukrainischen Krieges wurde die ukrainische Marineinfanterie mit weiteren Einheiten zusammengefasst und als eigenständige Teilstreitkraft organisiert.
- Kommando der Marineinfanterie
  - Schule der Marineinfanterie
  - 241. Marineinfanterie-Ausbildungszentrum
- 35. Marineinfanterie-Brigade
- 36. Marineinfanterie-Brigade
- 37. Marineinfanterie-Brigade
- 38. Marineinfanterie-Brigade
- 406. Artillerie-Brigade
- 32. Raketenartillerie-Regiment
- 7. Flugabwehr-Division
- 140. Aufklärungs-Bataillon

### Basen
An der Mündung des Dnepr-Bug-Liman und des Beresan-Liman befindet sich der Stützpunkt Otschakiw, weiter westlich das aktuelle Hauptquartier Odessa und im Donaudelta der Stützpunkt in Ismajil. Nach der Besetzung der Krim begann man in Berdjansk eine neue Basis, zum Schutz der ukrainischen Häfen im Asowschen Meer, aufzubauen.
Krim

Das Hauptquartier der ukrainischen Flotte befand sich bis zum 19. März 2014, als es verlassen wurde, in Sewastopol an der Westküste der Krim. Nach einem umstrittenen Referendum beantragte die Krim die Aufnahme in die Russische Föderation, nachdem bereits vorher russische Truppen ohne Hoheitsabzeichen die Krim besetzt hatten. Weitere Stützpunkte an der Westküste der Krim waren Jewpatorija (Nowooserne / Myrnyj) und Saky. Die Marinebasis Feodossija liegt an der Südküste der Krim.

### Werften
In Balaklawa und Mykolajiw befinden sich Marinewerften. Die Werft in Balaklawa liegt nach der Annexion der Krim nunmehr auf von Russland beanspruchtem und kontrolliertem Territorium.

## Ausrüstung

### Seefahrzeuge

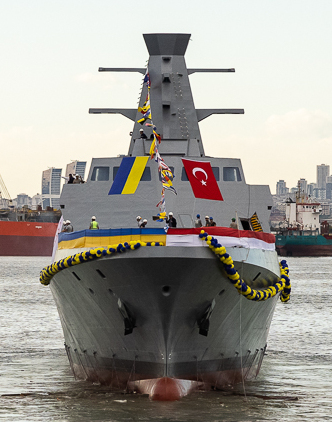
Die Hetman Iwan Masepa beim Stapellauf.

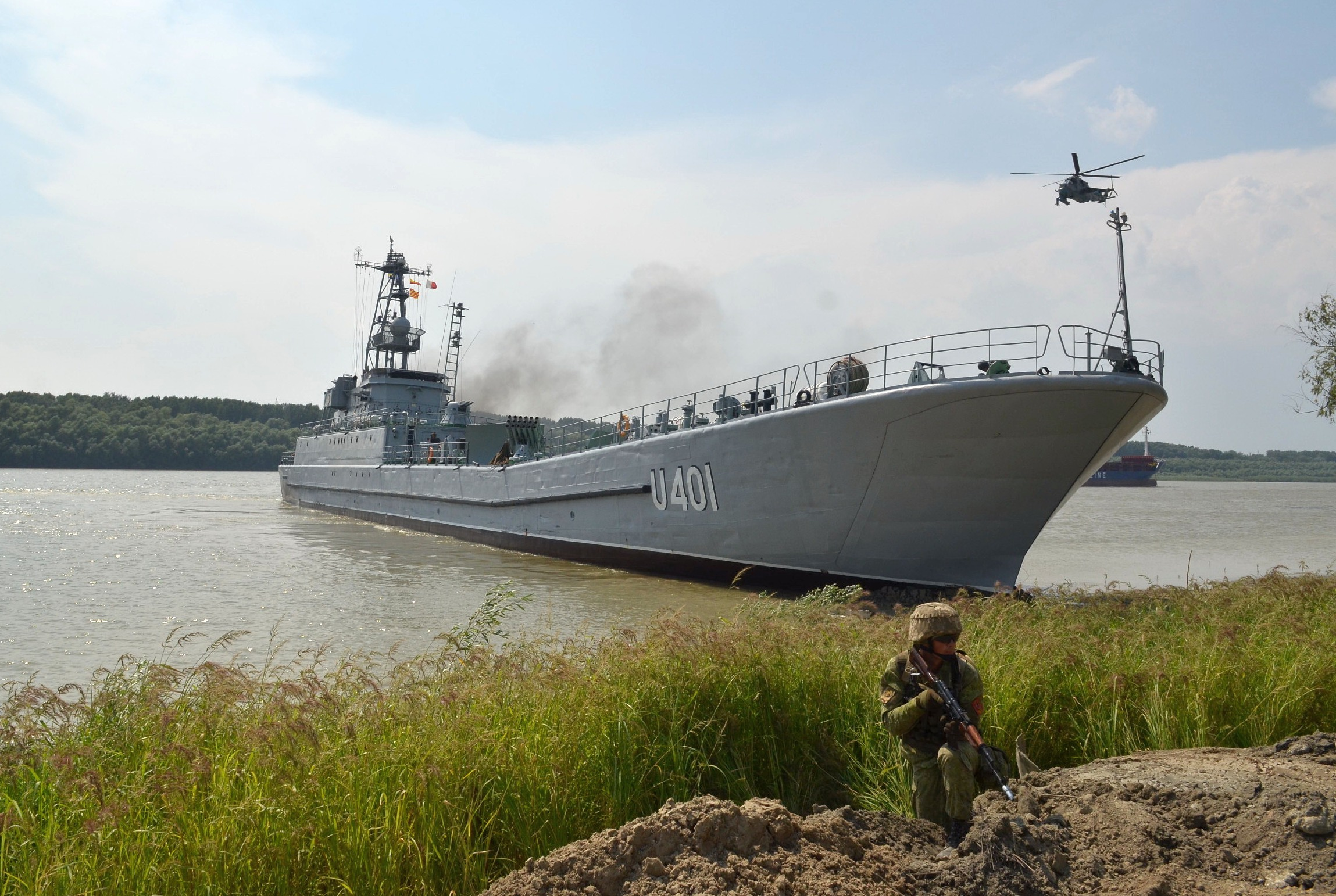
Yuri Olefirenko (U401), nach russischen Angaben am 29. Mai 2023 versenkt

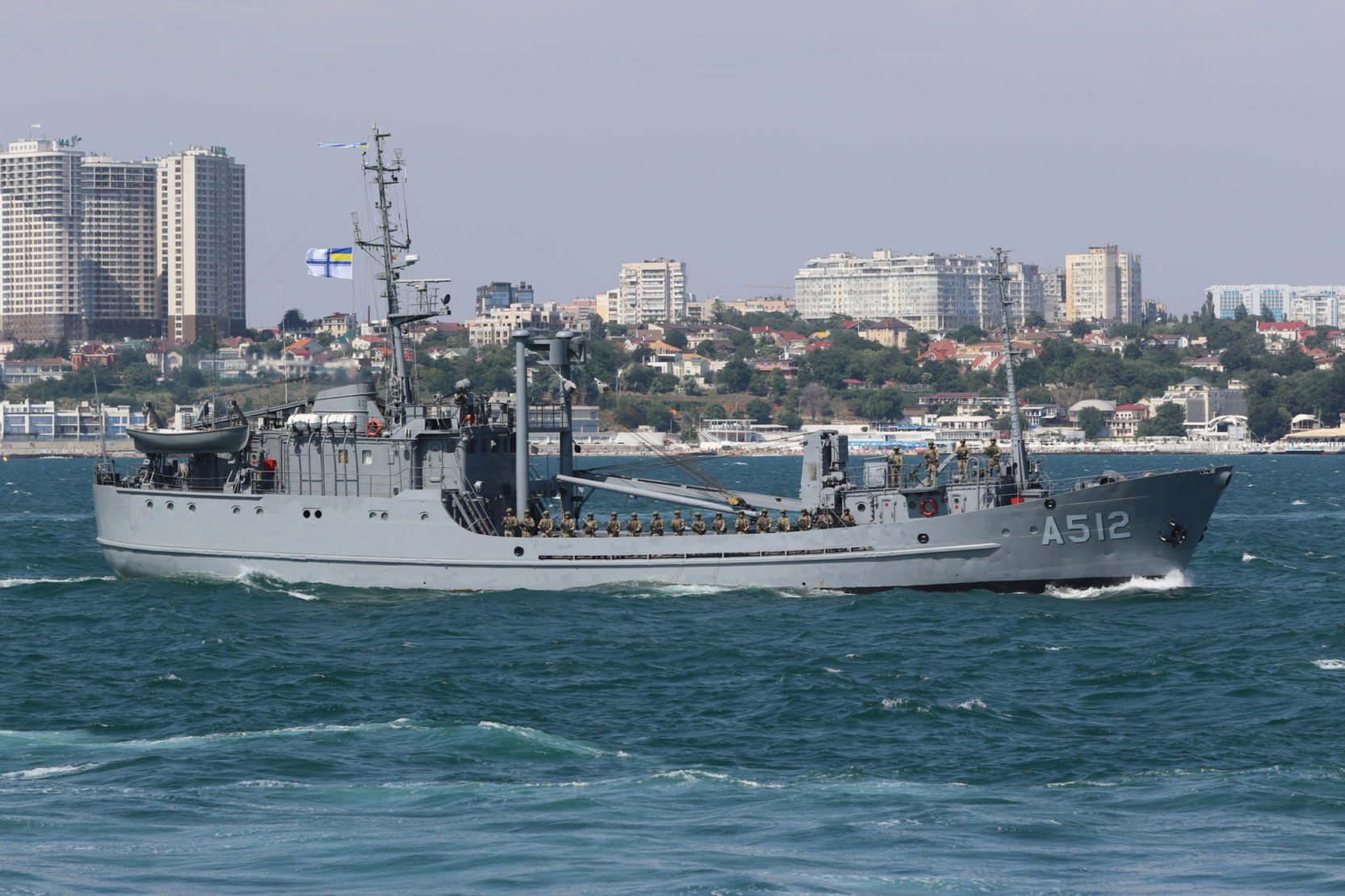
Perejaslaw (A512)

Die Schiffsnummern der ukrainischen Schiffe bestanden zunächst aus einem großen lateinischen „U“, gefolgt von der Nummer. Dieses Konzept wurde später durch das westeuropäische Schema aus Buchstaben für die Schiffsart und Nummer ersetzt. Die Schiffe führen die blau-gelbe Flagge der Ukraine bzw. die Dienstflagge der Seestreitkräfte.
Insgesamt verfügte die ukrainische Marine vor der Annexion der Krim über 40, nach anderen Angaben über 67 Schiffe, von denen nach Aussagen des Verteidigungsministers mindestens fünf nicht einsatzfähig waren – darunter der Kreuzer Ukrayina, der nach dem Zusammenbruch der Sowjetunion 1992 von der Ukraine unfertig übernommen und nicht zu Ende gebaut wurde. Die zu 95 % fertiggestellte Ukrayina lag ohne Bewaffnung im Hafen von Sewastopol, während die ukrainische Regierung nach einem Käufer für das Schiff suchte. Russland bekundete großes Interesse an der Ukrayina, doch ein Ankauf für die russische Marine kam nicht zustande. 2010 wurde das Schiff in 1164 umbenannt, was auf einen möglicherweise geplanten Verkauf hindeutete.
Infolge der Annexion der Krim durch die russische Föderation wurden die meisten Schiffe zunächst von Russland bzw. der russischen Schwarzmeerflotte in Besitz genommen. Im April 2014 begann Russland damit, die Schiffe an die Ukraine zurückzugeben. Dabei sollte die Rückgabe der ukrainischen Militärtechnik nach russischen Angaben bis Juni 2014 abgeschlossen werden. Bis zum 21. April 2014 wurden 13 Schiffe zurückgegeben, bis zum 20. Mai waren es 28. Kurz darauf setzte Russland die Rückgabe ukrainischer Militärtechnik aus. Zudem wurden im Rahmen des Überfalls auf die Ukraine ab Februar 2022 weitere Schiffe durch Russland erobert.
In der Zeit von September 2021 bis August 2024 sind zwei Korvetten der Ada-Klasse in der Türkei für die ukrainische Marine gebaut worden. Diese befinden sich seitdem in Ausrüstung und Erprobung.
Zudem wurde 2023 bekannt, dass Großbritannien, Belgien und die Niederlande der Ukraine Minenabwehrfahrzeug übergeben wollen, die man selber außer Dienst gestellt hatte. Noch im selben Jahr übergab das Vereinigte Königreich zwei Minenjagdboote der Sandown-Klasse. Diesen folgten 2025 zwei Boote der Tripartite-Klasse aus den Niederlanden und Belgien. Ein weiteres, aus niederländischen Beständen, soll ebenfalls noch 2025 übergeben werden. Die Schiffe sind in einem gemeinsamen Kommando zusammengefasst, das aktuell im britischen Hafen Portsmouth beheimatet ist.

#### Korvetten
- 2 Einheiten der Ada-Klasse (Stand August 2024 noch in der Testphase[14])

#### Minenabwehrfahrzeuge
- 1 Einheit des Projekt 1258 (Yevgenya-Klasse)
- 2 Einheiten der Sandown-Klasse
- 2 Einheiten der Tripartite-Klasse

#### Patrouillenboote
- 4 Einheiten des Projekt 58155 (Hjursa-M-Klasse)
- 3 Einheiten der Island-Klasse

#### Amphibische Einheiten
- 1 Einheit der Projekt 773 (Polnocny-C-Klasse)
- 1 Einheit der Projekt 1176 (Ondatra-Klasse)
- 1 Einheit der Projekt 58181 (Zentaur-Klasse)

#### Hilfsschiffe
- 1 Einheit der Projekt 1824B (Muna-Klasse)

### Luftfahrzeuge

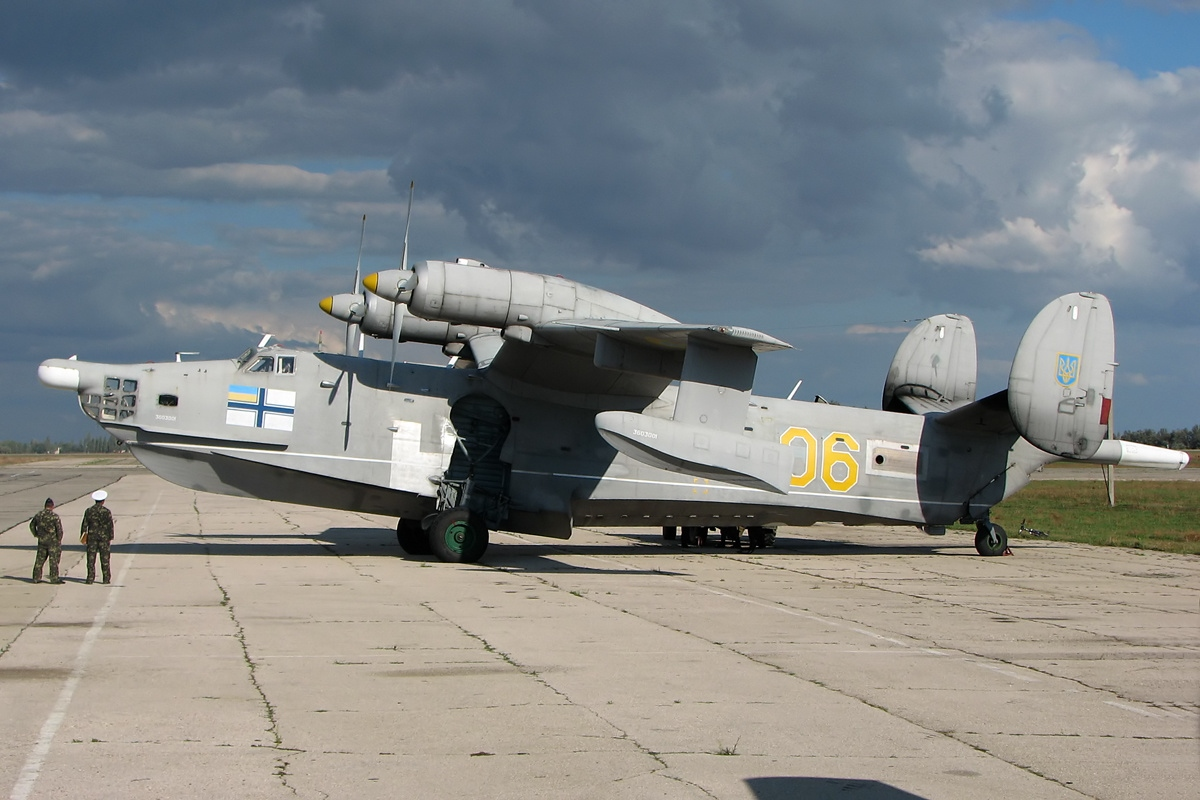
Ukrainische Berijew Be-12

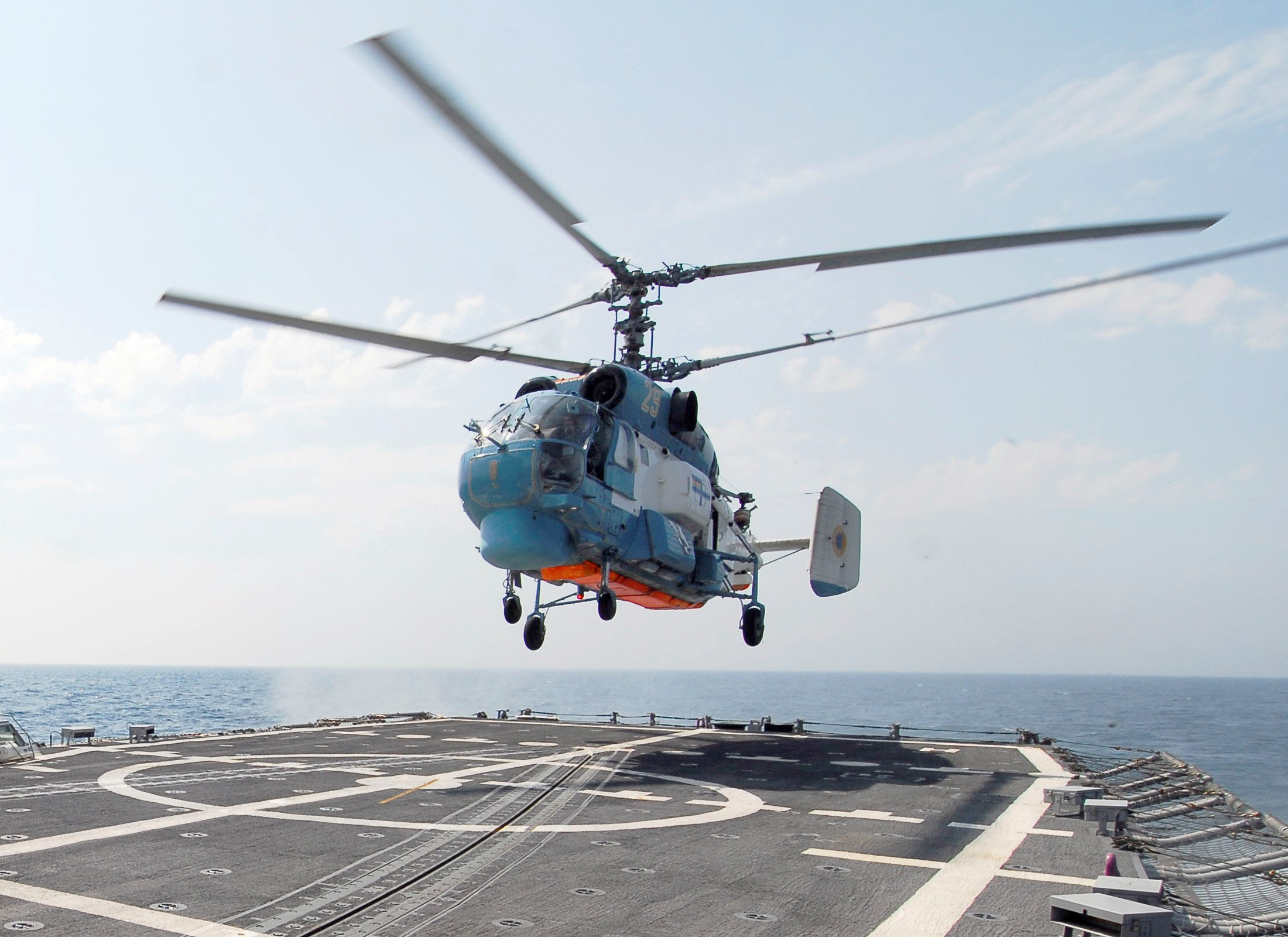
Ein Kamow Ka-27 bei Landeübungen auf einer amerikanischen Fregatte

Stand: Ende 2021 vor dem Beginn von Russlands großangelegter Invasion
| Luftfahrzeuge            | Herkunft    | Verwendung                   | Version   | Aktiv     | Bestellt  | Anmerkungen |
| Flugzeuge                | Flugzeuge   | Flugzeuge                    | Flugzeuge | Flugzeuge | Flugzeuge | Flugzeuge   |
| ------------------------ | ----------- | ---------------------------- | --------- | --------- | --------- | ----------- |
| Berijew Be-12 Tschaika   | Sowjetunion | Search and Rescue            |           | 2         |           |             |
| Antonow An-26            | Sowjetunion | Transportflugzeug            |           | 2         |           |             |
| Hubschrauber             |             |                              |           |           |           |             |
| Mil Mi-14                | Sowjetunion | U-Jagdhubschrauber           |           | 4         |           |             |
| Kamow Ka-27              | Sowjetunion | Transporthubschrauber        |           | 4         |           |             |
| Kamow Ka-226             | Russland    | Transporthubschrauber        |           | 1         |           |             |
| Unbemanntes Luftfahrzeug |             |                              |           |           |           |             |
| Bayraktar TB2            | Türkei      | Kampf- und Aufklärungsdrohne |           | 3         | 4         | [ 17 ]      |

Ehemalige Luftfahrzeuge: Antonow An-2, Kamow Ka-29
Nach der Eskalation des Krieges durch Russland 2022 erhielt die Marine zunächst gebrauchte Helikopter des Typs Sea King aus Beständen von NATO-Partner.

## Befehlshaber

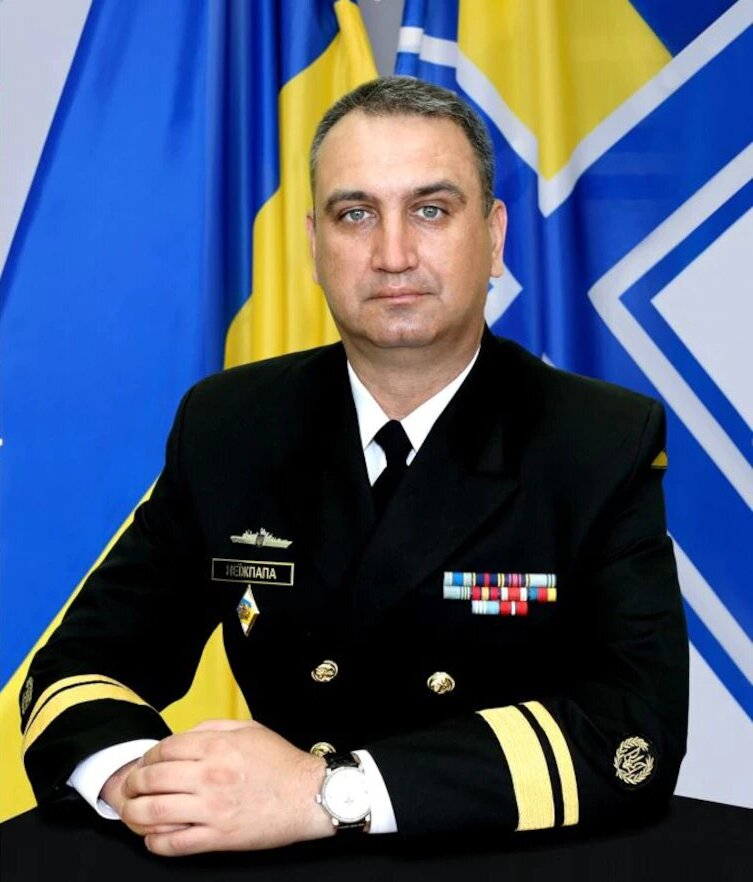
Oleksij Nejischpapa (2020)

- Borys B. Koschyn (April 1992 – Oktober 1993)
- Wolodymyr G. Beskorowajnyj (Oktober 1993 – Oktober 1996)
- Mychajlo B. Jeschel (Oktober 1996 – Mai 2003)
- Ihor W. Knjas (Mai 2003 – 23. März 2006)
- Ihor J. Tenjuch (23. März 2006 – 17. März 2010)
- Wiktor W. Maksymow (17. März 2010 – 27. Juli 2012)
- Jurij I. Iljin (27. Juli 2012 – 28. Februar 2014)
- Denys W. Beresowskyj (1. März 2014 – 2. März 2014)
- Serhij A. Hajduk (2. März 2014 – 6. August 2016)
- Ihor O. Worontschenko (6. August 2016 – 11. Juni 2020)
- Oleksij L. Nejischpapa (seit 11. Juni 2020)

## Uniform

Schulterklappeninsignie der ukrainischen Seestreitkräfte

Nachdem die ukrainischen Uniformen in den 1990er Jahren zunächst dem sowjetischen/russischen Vorbild gefolgt waren, gab es nach der Besetzung der Krim erstmals ernsthafte Bemühungen ein eigenes Uniformdesign und Rangsystem zu etablieren. In Anlehnung an historische ukrainische Vorbilder wurden 2016 neue Uniformen eingeführt. Das Rangsystem wurde später aber noch einmal überarbeitet (Einführung des Rangs eines Kommodores) und folgt seit 2020 dem Vorbild der NATO-Staaten.
Das blau-weiß quergestreifte baumwollene traditionelle Unterhemd der Matrosen heißt Tilnjaschka.

## Einsätze
Am 4. Oktober 2001 schoss die ukrainische Marine während eines Manövers im Schwarzen Meer versehentlich eine Tupolew Tu-154M der russischen Fluggesellschaft Sibir ab, wodurch alle 78 an Bord befindlichen Menschen den Tod fanden. Der Unfall geschah während eines Gefechtsschießens mit S-200-Flugabwehrraketen.
Das Flaggschiff der ukrainischen Marine, die Fregatte Hetman Sahaidatschnyj nahm an der EU-Mission Atalanta im Golf von Aden teil. Mit einem Ka-27-Hubschrauber und einem Boarding-Team der Marineinfanterie war das Schiff auch Teil der Operation Ocean Shield.

### Krimannexion und Beschlagnahmungen durch Russland
2014 wurde der seit dem 27. Juli 2012 amtierende Befehlshaber Jurij I. Iljin von der ukrainischen Übergangsregierung unter Oleksandr Turtschynow am 28. Februar 2014 abberufen und Admiral Denys Beresowskyj zu seinem Nachfolger ernannt. Dieser erklärte am 2. März 2014 seine Treue zur Bevölkerung der Krim und deren neuer prorussischen Regionalregierung. Daraufhin wurde er am selben Tag seines Amtes enthoben und ein Ermittlungsverfahren wegen Landesverrats gegen ihn eingeleitet. Er habe sich geweigert, nötigenfalls gegen Russland zu kämpfen und das Marinehauptquartier in Sewastopol aufgegeben, teilte der Sicherheitsrat der Ukraine mit.
Durch die Krim-Annexion verlor die Ukraine nicht nur auf einen Schlag fast 20 000 Soldaten, die größtenteils kampflos zu Russland überliefen; die Marine verlor fast 70 Prozent ihrer Schiffe.
Verschiedene Medien meldeten, dass sich das Flaggschiff der ukrainischen Marine, die Fregatte Hetman Sahaidatschnyj, unter das Kommando der russischen Schwarzmeerflotte gestellt hätte. Der ukrainische Admiral Andrij Tarasow dementierte diese Meldung. Am 4. März 2014 machte die Fregatte auf Kreta fest und wurde am 6. März mit militärischen Ehren in Odessa empfangen.
Wichtige Stützpunkte der Marine wurden von russischen Marineinfanteristen, die zunächst Uniformen ohne Hoheitszeichen oder andere Erkennungszeichen trugen, umstellt. Bereits am 2. März blockierten russische Kräfte die Basis der ukrainischen Marineinfanterie bei Feodossija. Die Basen der Marineinfanterie gehörten insgesamt zu den ersten, die durch die russische Schwarzmeerflotte umstellt wurden. Verschiedene Marinebasen der Ukraine sowie der Eingang zum Stützpunkt der 36. Brigade der ukrainischen Grenztruppen in Perewalne wurden blockiert. Dort waren die ukrainischen Kräfte zahlenmäßig deutlich unterlegen. Am 3. März blockierten vier Schiffe der russischen Marine die ukrainische Korvette Ternopil und das Kommandoschiff Slawutytsch innerhalb des Hafens von Sewastopol, um sie am Auslaufen zu hindern. Weitere russische Schiffe blockierten die Einfahrt des Hafens. Prorussische Zivilisten blockierten den Zugang zum Flottenstützpunkt in Sewastopol.
Am 4. März 2014 berichteten mehrere Medien, Russland stelle den auf der Krim stationierten ukrainischen Streitkräften ein Ultimatum mit der Forderung, die neue Regierung auf der Krim anzuerkennen, die Waffen niederzulegen und abzuziehen, sagte ein Sprecher des ukrainischen Verteidigungsministeriums der Nachrichtenagentur AFP. Anderenfalls müsse man sich auf einen Angriff durch das russische Militär einstellen. Das russische Verteidigungsministerium dementierte umgehend diese Berichte. Die ukrainische Marine meldete, dass bewaffnete Kräfte in einem Boot versucht hätten, die Slawutytsch zu entern. Die Angreifer hätten abgewehrt werden können.
Am 6. März 2014 wurde die Hulk des außer Dienst gestellten russischen U-Jagd-Kreuzers Otschakow von russischen Streitkräften in der Einfahrt des Donuslawsees versenkt, um den ukrainischen Marinestützpunkt Nowooserne („Neusee“) zu blockieren. Insgesamt zehn russische Schiffe einschließlich des Raketenkreuzers Moskwa blockierten den Zugang.
Die Regierung der Krim unter Führung von Sergei Aksjonow plante die Verstaatlichung der auf der Krim stationierten Schiffe, Boote und Einrichtungen der ukrainischen Seestreitkräfte für den Fall der Unabhängigkeit. Soldaten, die nicht die Seite wechseln wollten, müssten die Halbinsel verlassen. Durch mehrere Aktionen von Sicherheitskräften der Republik Krim wurde am 19. März 2014 die Aufgabe von drei Militärstützpunkten der ukrainischen Streitkräfte erzwungen. Neben den Stützpunkten in Bachtschyssaraj und Nowooserne wurde auch das Marinehauptquartier in Sewastopol eingenommen. Der neue Oberbefehlshaber der ukrainischen Marine, Konteradmiral Serhij Hajduk, wurde vorübergehend verhaftet.
Das Verteidigungsministerium der Russischen Föderation teilte am 22. März 2014 offiziell die Übernahme der militärischen Kontrolle über die Krim mit. Insgesamt wurden über 147 ukrainische Militäreinrichtungen und mehr als drei Viertel der ukrainischen Schiffe unter russische Kontrolle gebracht. Den Soldaten und Offizieren der ukrainischen Truppen wurde nach russischen Angaben angeboten, entweder in russischen Dienst zu wechseln, ihren Abschied zu nehmen oder, falls sie weiter in den ukrainischen Streitkräften dienen wollten, die Krim zu verlassen. Ungefähr 90 % der Soldaten wollten nach russischen Angaben in die russischen Streitkräfte wechseln; nur wenige in den ukrainischen Streitkräften bleiben. Letzteren wurde durch Russland freier Abzug sowie Unterstützung beim Umzug gewährt.

### Russischer Überfall 2022
Bei der Einnahme von Berdjansk, etwa eine Woche nach dem Beginn der russischen Invasion in die Ukraine, sollen im Hafen liegende Schiffe der ukrainischen Marine von russischen Kräften in Besitz genommen worden sein. Ob und welche Einheiten betroffen sind, lässt sich bisher nicht klar belegen. Von ukrainischer Seite wurde zumindest der Verlust von zwei Schiffen der Hjursa-Klasse und des Hochseeschleppers Korets bestätigt. Ebenfalls Anfang März 2022 wurde das Patrouillenboot Slowjansk durch russische Truppen versenkt. Etwa zum gleichen Zeitpunkt wurde das im umkämpften Mykolajiw liegende Flaggschiff der Marine, die Hetman Sahaidatschnyj, selbstversenkt, um zu verhindern, dass es in russische Hände fällt.
Am 16. April 2022 wurde von ukrainischer Seite die Zerstörung des Kommandoschiffes Donbas und der Verlust des Patrouillenbootes Krementschuk bestätigt. Die Donbas war bei der Belagerung von Mariupol im dortigen Hafen ausgebrannt, die Krementschuk bei gleicher Gelegenheit von russischen Kräften übernommen worden. Nach russischen Angaben ist das letzte (größere) ukrainische Kriegsschiff der ukrainischen Kriegsmarine, die Juri Olefirenko am 29. Mai 2023 an seinem Liegeplatz im Hafen von Odessa durch Hochpräzisionsraketen zerstört worden.